# Kamen Rider Hibiki
Kamen Rider Hibiki (jap. 仮面ライダー響鬼 Kamen Raidā Hibiki) – japoński serial tokusatsu, piętnasta odsłona serii Kamen Rider. Serial powstał przy współpracy Ishimori Productions oraz Toei Company. Emitowany był na kanale TV Asahi od 30 stycznia 2005 do 22 stycznia 2006 roku, liczył 48 odcinków.  Kamen Rider Hibiki jest pierwszym z seriali, który był nadawany w formacie HD.
Slogan serialu to: "Bohaterzy są wśród nas." (jap. ぼくたちには、ヒーローがいる Bokutachi ni wa, hīrō ga iru).

## Opis fabuły
Wiele lat temu ludzkość była nękana przez demoniczne potwory zwane Makamō. Zniszczyć można je jedynie za pomocą czystych dźwięków. By im się przeciwstawić, grupa ludzi przemieniła się w demony zwane Oni i opanowała moc dźwięku do walki z nimi. Walka między Oni a Makamō trwa do dziś. Jeden z Oni zwany Hibikim postanawia wziąć pod swoją opiekę i stać się nauczycielem życiowym dla Asumu Adachiego - chłopca, który po przeniesieniu do gimnazjum nie wiedział, co ze sobą zrobić. Między Asumu a Hibikim powstaje relacja uczeń-mistrz. Chłopiec staje się bardziej dorosły pomagając swojemu mentorowi w walce z Makamō i wraz z nim trenuje swoje umiejętności chcąc tak jak on stać się Oni. Siły złych potworów zwiększają się, zaś świat czeka prawdopodobna zagłada, którą mogą powstrzymać tylko Oni.

## Bohaterowie
- Hitoshi "Hibiki" Hidaka (jap. 日高 "ヒビキ" 仁志 Hidaka Hitoshi) / Kamen Rider Hibiki (jap. 仮面ライダー響鬼 Kamen Raidā Hibiki)

- Asumu Adachi (安達 明日夢 Adachi Asumu)

- Hitomi Mochida (持田 ひとみ Mochida Hitomi)

- Ikuko Adachi (安達 郁子 Adachi Ikuko)

- Ichirō Tachibana (立花 勢地郎 Tachibana Ichirō)

- Kasumi Tachibana (立花 香須実 Tachibana Kasumi)

- Hinaka Tachibana (立花 日菜佳 Tachibana Hinaka)

- Midori Takizawa (滝澤 みどり Takizawa Midori)

- Iori "Ibuki" Izumi (jap. 和泉 "イブキ" 伊織 Izumi Iori) / Kamen Rider Ibuki (jap. 仮面ライダー威吹鬼 Kamen Raidā Ibuki)

- Akira Amami (天美 あきら Amami Akira)

- Zaōmaru "Zanki" Zaitsuhara (jap. 財津原 "ザンキ" 蔵王丸 Zaitsuhara Zaōmaru) / Kamen Rider Zanki (jap. 仮面ライダー斬鬼 Kamen Raidā Zanki)

- Tomizo "Todoroki" Todayama (jap. 戸田山 "トドロキ" 登巳蔵 Todayama Tomizo) / Kamen Rider Todoroki (jap. 仮面ライダー轟鬼 Kamen Raidā Todoroki)

- Kyōsuke Kiriya (桐矢 京介 Kiriya Kyōsuke)

## Obsada
- Hibiki: Shigeki Hosokawa
- Asumu Adachi: Rakuto Tochihara
- Ibuki: Jōji Shibue
- Zanki: Kenji Matsuda (także Jirō w Kamen Rider Kiva)
- Todoroki: Shingo Kawaguchi
- Kasumi Tachibana: Mayu Gamō
- Hinaka Tachibana: Miyuki Kanbe
- Hitomi Mochida: Erika Mori
- Akira Amami: Nana Akiyama
- Kyōsuke Kiriya: Yuuichi Nakamura (także Yuuto Sakurai/Kamen Rider Zeronos w Kamen Rider Den-O)